# Holomelina quinaria
Holomelina quinaria là một loài bướm đêm thuộc phân họ Arctiinae, họ Erebidae.